# Districtul Chat Trakan
Chat Trakan (în thailandeză ชาติตระการ) este un district (Amphoe) din provincia Phitsanulok, Thailanda, cu o populație de 38.646 de locuitori și o suprafață de 1.586,2 km².

## Componență
Districtul este subdivizat în 6 subdistricte (tambon), care sunt subdivizate în 72 de sate (muban).
| Nr. | Nume        | În thailandeză | Sate | Locuitori |  |
| --- | ----------- | -------------- | ---- | --------- |  |
| 1.  | Pa Daeng    | ป่าแดง          | 12   | 7,774     |  |
| 2.  | Chat Trakan | ชาติตระการ      | 9    | 4,608     |  |
| 3.  | Suan Miang  | สวนเมี่ยง        | 10   | 5,559     |  |
| 4.  | Ban Dong    | บ้านดง          | 10   | 7,809     |  |
| 5.  | Bo Phak     | บ่อภาค          | 16   | 7,751     |  |
| 6.  | Tha Sakae   | ท่าสะแก         | 15   | 5,145     |  |